# ستيفن ميلر (المستشار السياسي)
ستيفن ميلر (بالإنجليزية: Stephen Miller)‏ (ولد في 23 أغسطس 1985) هو أمريكي من أقصى اليمين والناشط السياسي الذي يشغل منصب مستشار سياسات الرئيس دونالد ترامب. كان مدير الاتصالات سابقا ثم المسئول عن جلسات السيناتور ألاباما جيف. كما كان السكرتير الصحفي لميشيل باخمان الممثل الجمهوري وجون شديج.
كما كان المسؤول عن كتابة خطابات ترامب، وساعد في كتابة خطاب ترامب الافتتاحي. وقد كان المستشار الرئيسي منذ الأيام الأولى لرئاسة ترامب وقد كان رئيس المهندسين المعماريين  لأمر ترامب التنفيذي من أجل الحد من الهجرة من سبع دول. في 12 فبراير عام 2017، بدأ يشكك في سلطة القضاء  للحد من دور المدير التنفيذي في تحديد سياسة الهجرة.
مما جعلت ميلر في مناسبات متعددة مصنوعة زائف أو ادعاءات لا أساس لها بشأن تزوير الانتخابات.

## حياته السابقة
نشأ ميلر في عائلة يهودية ذات ميول ليبرالية في سانتا مونيكا ، كاليفورنيا. هو ثاني طفل  من أصل  ثلاثة أطفال ولدوا من مايكل د. ميلر المستثمر العقاري، ومريم (جلوسر) ميلر. هاجرت عائلة أمه  إلى الولايات المتحدة في وبداية القرن التاسع عشر من روسيا البيضاء هروبا من المذابح اليهودية المضادة في الإمبراطورية الروسية (1903-1906). عندما وصلت العائلة  الولايات المتحدة، كانت والدة جدته تتكلم فقط اليديشية اللغة التاريخية  لاشكنازي اليهود من أوروبا الشرقية. ومع ذلك، وعلى الرغم من فقرهم، كما فعل معظم المهاجرين الفقراء، معظم الأسرة تعلمت اللغة الإنجليزية، وعملت بجد وفتحت الشركات الناجحة في بنسلفانيا_«ا قصة نجاح الهجرة الكلاسيكية».
 أصبح ميلر محافظا متحفظا بعد قراءة البنادق، الجريمة، والحرية, كتاب ضد السيطرة على السلاح من قبل الرابطة الوطنية للبنادق الرئيس التنفيذي واين لابيير. بينما كان يحضرحفل سانتا مونيكا الثانوي،  بدأ ميلر يظهر على حديث الراديو المحافظ. في عام 2002 في سن 16، كتب ميلر رسالة إلى المحرر من سانتا مونيكا Outlook ، منتقدا استجابة مدرسته 9/11 والذي ذكر فيه أن "أسامة بن لادن سوف يشعر بأنه موضع ترحيب للغاية في سانتا مونيكا الثانوية." ميلر دعا الناشط المحافظ ديفيد هورويتز إلى الكلام، أولا في المدرسة الثانوية في وقت لاحق في جامعة ديوك، وبعد ذلك ندد حقيقة أن أيا من المراكز سيأذن بالحدث. كان ميلر في العادة من يتستفز زملائه [في المدرسة الثانوية] زملاء الدراسة مع التصريحات المثيرة للجدل" ويقول  للطلاب الاتينين بالتحدث فقط باللغة الإنجليزية.
في عام 2007، حصل ميلر على درجة البكالوريوس من جامعة ديوك، حيث درس العلوم السياسية.و عمل ميلر كرئيس لفصل الدوق لطلاب هورويتز من أجل الحرية الأكاديمية وكتب أعمدة مختصة بالمحافظة  في صحيفة المدرسة. حصل ميلر علي الدعم الوطني لدفاعة عن الطلاب الذين اتهموا خطأ بالاغتصاب في الدوق لاكروس. بينما كان يحضر في جامعة ديوك، انهم ميلر الشاعرة مايا أنجيلو بسبب «العنصرية جنون العرقية» ووصفها للمنظمة الطلابية شيكانوالمختصة بالحركة الطلابية من Aztlán (ميكا) «بمجموعة متطرفة من اصل اسباني التي تؤمن بالتفوق العرقي.»
بينما في جامعة ديوك، ساعد كل من ميلر واتحاد الدوق المحافظ العضو المشارك ريتشارد سبنسر، وهو الدوق طالب الدراسات العليا في ذلك الوقت، مع جمع التبرعات والترويج لناقش سياسة الهجرة  في آذار / مارس 2007 بين فتح الحدود الناشط والبروفيسور بيتر اوفر بجامعة ولاية أوريغون والصحفي بيتر بريملو مؤسس موقع VDARE لمكافحة الهجرة. لاحقا سيصبح سبنسر شخصية مهمة في حركة تفوق العرق الابيض ورئيس معهد الوطنية السياسي وتشتهر بسك مصطلح «البديل الصحيح». حيث صرح سبنسر في مقابلة مع وسائل الإعلام أنه قد قضي الكثير من الوقت مع ميلر في جامعة ديوك، وأنه قد أرشده; واصفا بوجود علاقة وثيقة بينهما، وقال انه «نوعا ما سعيد لان لم يتحدث أحد عن هذا» خوفا من إيذاء ترامب. في وقت لاحق من مشاركة مدونة قال ان العلاقة كانت مبالغ فيها.فان ميلر قال انه «ليس لة علاقة مع السيد سبنسر» وأنه «انكر تماما وجة نظرة [s] ، وادعاءاته  100 في المئة كاذبة».
 صرح نائب الرئيس السابق بجامعة ديوك جون بيرنس، لوكالة نيوز اند ابزرفر في شباط / فبراير عام 2017، انه في جامعة ديوك بدي ميلر  أنه يفترض أن إذا كنت في خلاف معه، فذلك يعني ان هناك حقد أو غباء في اسلوب تفكيرك—و ذلك يظهر تعصبة." على الرغم من ذلك، انتقد أستاذ التاريخ جونسون جونسون ديوك لأنه "لم يكن لديه جو يفضي إلى التحدث"، وأشاد بدور ميلر في ديوك: "أعتقد أن الأمر استغرق الكثير من الشجاعة، وعليه أن يحصل على الفضل في ذلك ".

## المهنة
بعد تخرجه من الكلية، عمل ميلر كسكرتير صحفي للكونغرس ميشيل باخمان والكونغرس جون شاديغ، وكلاهما عضو في الحزب الجمهوري. بدأ ميلر العمل لدى عضو مجلس الشيوخ في ولاية ألاباما والمدعي العام المستقيل جيف سيشنز في عام 2009، وترقى إلى منصب مدير الاتصالات. في الكونغرس رقم 113، لعب ميلر دوراً رئيسياً في هزيمة مشروع إصلاح قوانين الهجرة الذي اقترحه جانج أوف ثمانية. كجزء من دوره كمدير للاتصالات، كان ميلر مسؤولاً عن كتابة العديد من الخطب التي قدمتها الجلسات حول الفاتورة. طور ميلر والجلسات ما وصفه ميلر بأنه «الشعبوية القومية»، وهو رد على العولمة والهجرة من شأنه أن يؤثر بقوة على حملة دونالد ترامب في عام 2016. كما عمل ميلر أيضاً في حملة «بيت ديف» الناجحة التي أقيمت في عام 2014، والتي أطاحت بزعيم الأغلبية الجمهورية إريك كانتور. 
في يناير عام 2016، انضم ميلر إلى حملة دونالد ترامب الرئاسية لعام 2016 كمستشار سياسي رفيع المستوى. ابتداءً من مارس 2016، تحدث ميلر مرارًا وتكرارًا نيابة عن حملة ترامب، حيث كان بمثابة «عمل دافع» لترامب. كتب ميلر الخطاب الذي ألقاه ترامب في المؤتمر الوطني الجمهوري لعام 2016. في أغسطس 2016، تم تعيين ميلر كرئيس لفريق السياسة الاقتصادية في ترامب. 
كان ميلر يُنظر إليه على أنه يشارك «قرابة أيديولوجية»، وكان لديه «تعاون طويل» مع ستيف بانون، كبير استراتيجيي البيت الأبيض السابق. على الرغم من اتفاق ميلر الأيديولوجي مع بانون، فقد نأى بنفسه عن بانون في نهاية المطاف لأن الأخير سقط من حظه مع آخرين في البيت الأبيض. 

### إدارة ترامب
في نوفمبر 2016، تم تعيين ميلر مديرًا للسياسة الوطنية في فريق ترامب الانتقالي. في 13 ديسمبر 2016، أعلن فريق النقل أن ميلر سيخدم كمستشار رئيسي للرئيس لشؤون السياسة خلال إدارة ترامب. في الأيام الأولى للرئاسة الجديدة، عمل ميلر مع السناتور جيف سيشنز، مرشح الرئيس ترامب للمدعي العام، وستيف بانون، كبير الاستراتيجيين في ترامب، على سن سياسات تقيد الهجرة وتقضي على مدن الملاذ الآمن. شارك ميلر وبانون في تشكيل الأمر التنفيذي 13769، الذي سعى إلى تقييد السفر والهجرة الأمريكيين من قبل المواطنين في سبع دول إسلامية، وتعليق برنامج قبول اللاجئين في الولايات المتحدة (USRAP) لمدة 120 يومًا، في حين تم تعليق دخول السوريين إلى أجل غير مسمى. إلى الولايات المتحدة. وقد نسب الفضل إلى ميلر كمهندس وراء قرار إدارة ترامب بخفض عدد اللاجئين المقبولين في الولايات المتحدة. 
في ظهور فبراير / شباط 2017 على شبكة سي بي أس "مواجهة الأمة"، انتقد ميلر المحاكم الفيدرالية لعرقلة حظر سفر ترامب، متهماً القضاء بأنه "أخذ الكثير من السلطة وأصبح، في حالات كثيرة، فرعًا أعلى من الحكومة... سيشاهد المعارضون ووسائل الإعلام والعالم بأسره ونحن نبدأ في اتخاذ مزيد من الإجراءات، بأن سلطات الرئيس لحماية بلدنا كبيرة للغاية ولن يتم التشكيك فيها ". وقد قوبلت مطالبة ميلر بنقد من خبراء قانونيين، مثل إيليا شابيرو من معهد كاتو (الذي قال إن تعليقات الإدارة يمكن أن تقوض ثقة الجمهور في القضاء) وأستاذ كلية القانون في جامعة كورنيل ينس ديفيد أوهلين (الذي قال إن البيان أظهر " عبثي من التقدير لفصل السلطات "المنصوص عليها في الدستور". في نفس المظهر، قال ميلر إن هناك احتيالًا كبيرًا للناخبين في الانتخابات الرئاسية لعام 2016 وأن "الآلاف من الناخبين غير القانونيين تم نقلهم إلى" نيو هامبشاير. لم يقدم ميلر أي دليل يؤيد البيانات. 
في 2 أغسطس 2017، أجرى ميلر تبادلاً ساخناً مع جيم أكوستا من CNN في المؤتمر الصحفي اليومي للبيت الأبيض بشأن دعم إدارة ترامب لقانون «رايز» للحد من الهجرة القانونية بشكل حاد وتفضيل المهاجرين ذوي الكفاءة العالية في اللغة الإنجليزية. 
قال أكوستا أن الاقتراح كان على خلاف مع التقاليد الأمريكية المتعلقة بالهجرة، وأشار إلى أن تمثال الحرية يرحب بالمهاجرين إلى الولايات المتحدة، متذرعا بأبيات من العملاق الجديد لوما لازاروس. عارض ميلر العلاقة بين تمثال الحرية والهجرة، مشيرًا إلى أن «القصيدة التي تشير إليها، والتي تمت إضافتها لاحقًا، ليست في الواقع جزءًا من تمثال الحرية الأصلي». وأضاف ميلر أن الهجرة «انحسرت وتدفق» طوال التاريخ الأمريكي وسألت عن عدد المهاجرين الذين كان يتعين على الولايات المتحدة قبوله سنويًا «لمقابلة تعريف جيم أكوستا لقانون تمثال الحرية الخاص بالأرض». في تغطية هذه التعليقات، أشارت العديد من المنشورات إلى أن التمييز بين ميلر بين تمثال الحرية وقصيدة لعازر كان نقطة تحاور شائعة بين قطاعات التعصب الأبيض من اليمين المتطرف. صرحت ميشيل يي هي لي من صحيفة واشنطن بوست: «لم يكن ذلك صحيحًا تمامًا بشأن تمثال الحرية... في حين أن القصيدة نفسها لم تكن جزءًا من التمثال الأصلي، فقد تم إعدادها بالفعل عام 1883 للمساعدة في جمع الأموال للقاعدة» و «أعطت طبقة أخرى من المعنى للتمثال إلى ما وراء رسالتها الملغاة». تساءل أكوستا: «هل سنجلب أشخاصًا من بريطانيا العظمى وأستراليا؟» أجاب ميلر: «لقد صدمت في بيانكم بأنك تعتقد أن الناس فقط من بريطانيا العظمى وأستراليا يعرفون اللغة الإنجليزية. إنها تكشف تحيزك العالمي إلى درجة مروعة». وفقا لي: «ميلر لديه ميزة هنا. الإنجليزية هي لغة رسمية في عشرات البلدان غير بريطانيا وأستراليا، ويتم التحدث بها في حوالي 100 دولة». بالإضافة إلى ذلك، «ميلر صحيح أن إتقان اللغة الإنجليزية حاليًا هو شرط للتجنس». لاحظ جيف غرينفيلد، الذي يكتب في بوليتيكو، أن كلمة «عالمي» استخدمت تاريخياً كمدونة شفهية لليهود. أكوستا أخبر ميلر أن «يبدو أنك تحاول هندسة التدفق العرقي والعرقي للناس في هذا البلد». ووصف ميلر بيان أكوستا بأنه «شائن ومهين وجاهل وأحمق» لكنه اعتذر في وقت لاحق عن أسلوب التبادل.
في سبتمبر 2017، ذكرت صحيفة نيويورك تايمز أن ميلر أوقف إدارة ترامب من أن تظهر للجمهور دراسة داخلية أجرتها وزارة الصحة والخدمات الإنسانية والتي وجدت أن للاجئين تأثير إيجابي إيجابي على إيرادات الحكومة. وأصر ميلر على أن تكاليف اللاجئين هي التي يتم الإعلان عنها فقط، وليس العائدات التي جلبها اللاجئون.
قدم ميلر في مناسبات متعددة ادعاءات كاذبة أو لا أساس لها فيما يتعلق بالاحتيال الانتخابي.
في 7 يناير، 2018، ظهر ميلر على حالة جيك تابر في الاتحاد على سي إن إن. وصف ميلر تعليقات ستيف بانون في الكتاب الجديد «النار والغضب» بأنه «بشع». ومضى ميلر إلى القول: «إن الرئيس عبقري سياسي ... لقد هزم أسرة بوش، التي هبطت بأسرة كلينتون، التي قضت على المجمع الإعلامي بأكمله». اتهم تابر ميلر من التهرب من الأسئلة،
  في حين شكك ميلر في شرعية CNN كمذيعة للأخبار، وعندما أصبحت المقابلة أكثر إثارة للجدل، مع كل من المشاركين يتكلمون عن بعضهم البعض، أنهى تابر المقابلة وتابع القصة الإخبارية التالية. ووفقًا لمصادر بعد المقابلة، رفض ميلر ترك استوديو CNN وكان لا بد من مرافقته من قبل الأمن.
في يوليو / تموز 2018، تم إقالة جينيفر أرانجيو، المسؤولة الكبيرة في البيت الأبيض، بعد أن دعت إلى بقاء الولايات المتحدة في الميثاق العالمي للهجرة (خطة للأمم المتحدة تهدف إلى «تغطية جميع أبعاد الهجرة الدولية بطريقة شاملة وشاملة»).)، مدافعة عن مكتب شؤون اللاجئين في وزارة الخارجية وتصحيح المعلومات المضللة عن اللاجئين التي قدمها ميلر إلى الرئيس ترامب.
في كتاب مايكل وولف "النار والغضب: داخل البيت الأبيض ترامب"، وصف ميلر بأنه "يبلغ من العمر خمسة وخمسين عاما محاصرا في جسد يبلغ من العمر 32 عاما"؛ ولفت وولف إلى أنه "بخلاف كونه محافظًا يمينيًا متطرفًا، لم يكن من الواضح ما هي القدرات الخاصة التي رافقت آراء ميلر. كان من المفترض أن يكون كاتبًا للخطابات، ولكن إذا كان الأمر كذلك، فقد بدا مقتصرًا على النقاط الفرعية وغير قادر على إنشاء الجمل. كان من المفترض أن أكون مستشارًا للسياسات، لكنني لم أكن أعرف سوى القليل عن السياسة، كان من المفترض أن يكون مثقفًا في المنزل، ولكنه كان غير مقنعًا، وكان من المفترض أن يكون متخصصًا في الاتصالات، لكنه عمد الجميع تقريبًا.

## وصلات خارجية
- ستيفن ميلر على موقع IMDb (الإنجليزية)
- ستيفن ميلر على موقع الموسوعة البريطانية (الإنجليزية)

1. ↑  . بيزنس إنسايدر http://www.businessinsider.com/who-is-stephen-miller-trump-speechwriter-immigration-adviser-2018-1?r=US&IR=T. {{استشهاد ويب}}: |url= بحاجة لعنوان (مساعدة) والوسيط |title= غير موجود أو فارغ (من ويكي بيانات) (مساعدة)
2. ↑  Kranz، Michal (22 يناير 2018). "How a 32-year-old far right darling became the man who writes Trump's biggest speeches — and the one person people keep blaming for the shutdown". بيزنس إنسايدر. مؤرشف من الأصل في 2018-09-14. اطلع عليه بتاريخ 2018-02-19.
3. ↑  Thrush، Glenn؛ Steinhauer، Jennifer (11 فبراير 2017). "Stephen Miller Is a 'True Believer' Behind Core Trump Policies". نيويورك تايمز. مؤرشف من الأصل في 2019-04-11. اطلع عليه بتاريخ 2018-02-19. {{استشهاد ويب}}: استعمال الخط المائل أو الغليظ غير مسموح: |ناشر= (مساعدة)
4. ↑  May، Charlie (21 يناير 2018). "Lindsey Graham slams Stephen Miller, says "White House staff has been pretty unreliable"". صالون (موقع إنترنت). مؤرشف من الأصل في 2019-05-20. اطلع عليه بتاريخ 2018-02-19.
5. ↑  Wolff، Michael (2018). Fire and Fury: Inside the Trump White House. Henry Holt and Co. ص. 64–65. ISBN:978-1250158062.
6. ↑  "Stephen Miller: How much influence does he have on Trump?". BBC. 23 يناير 2018. مؤرشف من الأصل في 2019-04-09. اطلع عليه بتاريخ 2018-01-26.
7. ↑  Dawsey، Josh؛ Johnson، Eliana (13 أبريل 2017). "Trump's got a new favorite Steve". بوليتيكو. مؤرشف من الأصل في 2019-04-14. اطلع عليه بتاريخ 2017-04-16.
8. ↑  "Who is Stephen Miller, the Jewish adviser behind Trump's 'American Carnage'?". هاآرتس. 31 يناير 2017. مؤرشف من الأصل في 2018-01-14. اطلع عليه بتاريخ 2017-04-16.
9. ↑  Bennett، Brian (29 يناير 2017). "Travel ban is the clearest sign yet of Trump advisors' intent to reshape the country". لوس أنجلوس تايمز. مؤرشف من الأصل في 2019-05-02. اطلع عليه بتاريخ 2017-01-30.
10. ↑  Savransky، Rebecca (30 يناير 2017). "Scarborough singles out Trump aide Stephen Miller for 'power trip'". ذا هل (صحيفة). مؤرشف من الأصل في 2019-02-05. اطلع عليه بتاريخ 2017-01-30.
11. ↑  Perez، Evan؛ Brown، Pamela؛ Liptak، Kevin (30 يناير 2017). "Inside the confusion of the Trump executive order and travel ban". CNN. مؤرشف من الأصل في 2019-04-09. اطلع عليه بتاريخ 2018-02-19.
12. ↑  Redden.، Molly (12 فبراير 2017). "Trump powers 'will not be questioned' on immigration, senior official says". الغارديان. مؤرشف من الأصل في 2019-05-02. اطلع عليه بتاريخ 2017-04-16. {{استشهاد ويب}}: استعمال الخط المائل أو الغليظ غير مسموح: |ناشر= (مساعدة)
13. ↑  Sanders، Katie (12 فبراير 2017). "White House senior adviser repeats baseless claim about busing illegal voters in New Hampshire". PolitiFact. مؤرشف من الأصل في 2019-05-29. اطلع عليه بتاريخ 2018-02-19.
14. ↑  Hackman، Michelle (21 يوليو 2016). "The Speechwriter Behind Donald Trump's Republican Convention Address". وول ستريت جورنال. مؤرشف من الأصل في 2018-06-17. اطلع عليه بتاريخ 2016-08-06.
15. ↑  Arom، Eitan (15 مارس 2017). "From Hebrew school to halls of power: Stephen Miller's unlikely journey". مؤرشف من الأصل في 2019-04-16. اطلع عليه بتاريخ 2018-01-20.
16. ↑  Eshman، Rob (10 أغسطس 2016). "Stephen Miller, meet your immigrant great-grandfather". The Jewish Journal of Greater Los Angeles. مؤرشف من الأصل في 2019-05-27. اطلع عليه بتاريخ 2017-08-03.
17. ↑  Johnson، Scott (29 مارس 2017). "How Trump Adviser Stephen Miller Divided a Santa Monica Synagogue". هوليوود ريبورتر. مؤرشف من الأصل في 2019-01-27. اطلع عليه بتاريخ 2018-02-19.
18. ↑  Mendelsohn، Jennifer (18 يناير 2018). "How Would Trump's Immigration Crackdown Have Affected His Own Team?". بوليتيكو. مؤرشف من الأصل في 2019-05-13. اطلع عليه بتاريخ 2018-01-20. "I traced their family histories. Their ancestors wouldn't have been welcome." According to the 1910 census, his great-grandmother arrived in 1906 and "identified as speaking only Yiddish" in 1910.
19. ↑  Peinado، Fernando (8 فبراير 2017). "How White House advisor Stephen Miller went from pestering Hispanic students to designing Trump's immigration policy". Univision. مؤرشف من الأصل في 2019-05-30. اطلع عليه بتاريخ 2018-02-19.
20. ↑  Ioffe، Julia (27 يونيو 2016). "The Believer". بوليتيكو. مؤرشف من الأصل في 2019-05-05. اطلع عليه بتاريخ 2016-08-06.
21. ↑  Miller، Stephen (27 مارس 2002). "Political Correctness out of Control". Santa Monica Lookout. Santa Monica High School. اطلع عليه بتاريخ 2016-10-04.
22. ↑  Brennan، Christopher (15 فبراير 2017). "Trump adviser Stephen Miller booed off stage by classmates after high school speech". نيويورك ديلي نيوز. مؤرشف من الأصل في 2019-05-06. اطلع عليه بتاريخ 2017-02-15.
23. ↑  Goodman، Amy (15 فبراير 2017). "The Stephen Miller Story: From Pestering Latino Students in High School to Drafting Muslim Ban". Democracy Now!. مؤرشف من الأصل في 2019-05-19. اطلع عليه بتاريخ 2017-02-20.
24. ↑  O'Neil، Luke (17 فبراير 2017). "A Conversation with Cobrasnake About Bad Boy Stephen Miller: A generation's defining hipster once knew Trump's controversial advisor". اسكواير. مؤرشف من الأصل في 2017-11-04. اطلع عليه بتاريخ 2017-02-27.
25. ↑  Bixby، Scott (16 أبريل 2016). "Top Trump policy adviser was a 'controversial figure' for college writings". الغارديان. مؤرشف من الأصل في 2019-05-07. اطلع عليه بتاريخ 2016-08-06.
26. ↑  Osnos، Evan (26 سبتمبر 2016). "President Trump's First Term". النيويوركر. مؤرشف من الأصل في 2019-05-28. اطلع عليه بتاريخ 2016-10-04.
27. ↑  Harkinson، Josh (14 ديسمبر 2016). "Trump's Newest Senior Adviser Seen as a White Nationalist Ally". مؤرشف من الأصل في 2019-05-13. اطلع عليه بتاريخ 2017-02-16.
28. ↑  Mak، Tim (19 يناير 2017). "The Troublemaker Behind Donald Trump's Words". مؤرشف من الأصل في 2017-05-23. اطلع عليه بتاريخ 2017-02-16.
29. ↑  Stancill, Jane. "Stephen Miller's brash path from Duke campus to Trump White House". News & Observer (بالإنجليزية). Archived from the original on 2019-05-13.
30. ↑  Hathi, Gautam; Chason, Rachel. "'A very young person in the White House on a power trip'". The Chronicle (بالإنجليزية). Archived from the original on 2019-05-25.
31. ↑  "Stephen Miller's brash path from Duke campus to Trump White House," The News & Observer, February 3, 2017, retrieved February 3, 2017. نسخة محفوظة 06 يناير 2018 على موقع واي باك مشين.
32. ↑  Redden، Molly (12 فبراير 2017). "Trump powers 'will not be questioned' on immigration, senior official says". The Guardian. مؤرشف من الأصل في 2019-05-02. اطلع عليه بتاريخ 2017-02-14.
33. ↑  "Compact for Migration," United Nations website نسخة محفوظة 28 ديسمبر 2018 على موقع واي باك مشين.
34. ↑  "White House Official Who Advocated for Refugees Sacked and Escorted From Office" (بالإنجليزية). Foreign Policy. Archived from the original on 2019-05-20. Retrieved 2018-07-14.
35. ↑  "Another top NSC official ousted under Bolton". POLITICO (بالإنجليزية). Archived from the original on 2019-05-30. Retrieved 2018-07-14.